# Tunisiens Billie Jean King Cup-lag
 Tunisiens Billie Jean King Cup-lag representerar Tunisien i tennisturneringen Billie Jean King Cup, och kontrolleras av Tunisiens tennisförbund.

## Historik
Tunisien deltog första gången 1992. Bästa resultat är då man slutat på tredje plats i sin Grupp III-pool.